# Accord de quinte augmentée
Un accord de quinte augmentée ou quinte augmentée (noté par exemple C♯5, C+ ou Caug) est un accord de trois notes composé d'une fondamentale, d'une tierce majeure, c'est-à-dire 2 tons au-dessus de la fondamentale, et d'une quinte augmentée (quinte juste augmentée d'un demi-ton chromatique, ce qui fait 4 tons, soit 3 tons et un demi-ton diatonique et un demi-ton chromatique) au-dessus de la fondamentale.

Accord de do augmenté au piano

Exemple avec un accord de do augmenté :